# 科曼切 (蒙大拿州)
科曼切（英語：Comanche）是位於美國蒙大拿州黃石縣的非建制地區。

## 歷史
科曼切的郵局於1909年設立，其後於1942年停運。

## 地理
科曼切所處的海拔為高於海平面1142米（即3747英呎），而該地所採用的時區為UTC-6，即北美山地時區（MST）。同時該地設有夏令時間，為UTC-7調快一小時，即UTC-6（MDT）。